# Gerard Martín
Gerard Martín Langreo (Esplugues de Llobregat, 26 februari 2002) is een Spaanse voetballer die doorgaans speelt als linksback. Hij stroomde door vanuit de jeugdopleiding van FC Barcelona. 

## Clubcarrière

### Jeugd
Martín werd geboren in een wijk in Barcelona, Espluges de Llobregat, maar verhuisde op vijfjarige leeftijd naar Sant Andreu de la Barca. Hij speelde voor lokale teams zoals EF Performance en CE Sant Gabriel voordat hij in 2018, op zestienjarige leeftijd, toetrad tot de jeugdopleiding van UE Cornellà. Voor het seizoen 2021/22 maakte hij deel uit van het eerste team, maar in juli 2023 tekende hij bij FC Barcelona en begon te spelen voor Barça Atlètic. Hij was vrijwel elke wedstrijd van het seizoen een basisspeler. 

### FC Barcelona

#### 2024/25
Een seizoen later, in 2024/25, ging Martín mee op de VS-voorbereidingstour met het eerste team onder leiding van Hansi Flick. Op 17 augustus 2024 maakte hij zijn debuut voor het eerste elftal in een uitwedstrijd tegen Valencia CF, die met 1-2 werd gewonnen in de Primera División. Op 2 maart 2025 scoorde Martín zijn eerste goal voor de club in de Primera División, in een thuiswedstrijd tegen Real Sociedad, die met 4-0 werd gewonnen. 